# Jiří Vybíhal
Jiří Vybíhal (* 31. května 1967 Jihlava) je amatérský historik a spisovatel literatury faktu, který se specializuje na období Protektorátu Čechy a Morava v tzv. Jihlavském jazykovém ostrově.

## Životopis
Absolvoval Agronomickou fakultu Vysoké školy zemědělské v Brně. V letech 1991-95 působil jako celní deklarant/logistik v jihlavské pobočce firmy TCHIBO Praha, v letech 1995-1999 pracoval jako vedoucí oddělení finance-clo jihlavské části firmy Weindel Logistik Service ČR. Od září 1999 pracuje ve firmě Jipocar, kde nastoupil na pozici ředitele logistiky. Od roku 2006 vykonává post provozního ředitele. V roce 2009 za svou činnost obdržel GRYF Supply Chain Award pro logistickou osobnost roku 2009.

## Dílo
- Jihlava pod hákovým křížem - vydáno k 70. výročí okupace Jihlavy, ve spolupráci s Vilémem Wodákem, 343 stran, 350 fotografií. Vydáno vlastním nákladem v roce 2009.

Kniha popisuje každodenní život v době Protektorátu Čechy a Moravy v období let 1939 - 1945. Den po dni mapuje události v Jihlavě, městě s významnou německou menšinou. Čtenář je seznámen s celou historií vývoje osídlení a dalšího života německých obyvatel Jihlavy. Publikace mapuje všechny důležité události od roku 1938 do poválečných dnů roku 1947, kdy se konalo poválečné zúčtování. Tato práce otevřeně hovoří o vztazích mezi Němci a Čechy před válkou, v jejím období i krátce po ní. Po válce bylo vyhnáno (odsunuto) z Jihlavy a okolí více než 12000 původně žijících obyvatel. Toto dílo ocenili svojí předmluvou významní historici. Autor byl oceněn Cenou Rady města Jihlavy za významné doplnění historie města. Kniha vyšla také německy.
- Atentát na Hitlera v Jihlavě? - vydáno k 65. výročí osvobození města Jihlavy, ve spolupráci s Vilémem Wodákem, 180 stran, 175 fotografií. Vydáno vlastním nákladem v roce 2010.

Kniha volně navazuje na knihu Jihlava pod hákovým křížem vydanou v roce 2009. Jednotlivé kapitoly jsou příběhy z dění v období protektorátu v Jihlavě, městě patřící do tzv. Jihlavského jazykového ostrova. Nosnou epizodou je údajný atentát na Adolfa Hitlera v Jihlavě, který se neuskutečnil. Proč? Zřejmě po prozrazení aktérů příprav atentátu se Hitler zalekl, a obloukem se při cestě z Prahy do Brna v březnových dnech roku 1939 Jihlavě vyhnul. V knize je mnoho dalších zajímavých příběhů. Životopisy prvního starosty v době Protektorátu Franze Brummera, vedoucího jihlavské úřadovny gestapa Rudolfa Blumeho nebo místního pátera Christiana Honsiga. Kniha popisuje vztahy říšských Němců s těmi jihlavskými, přináší dalších epizody ze života Jihlavy a jejího okolí v nelehké době protektorátu.
- Třešť 1945 - vydáno k 65. výročí osvobození města Třešť, 120 stran, 160 fotografií. Vydáno v nákladu 500 kusů v roce 2010.[4]

Kniha popisuje běh květnových událostí roku 1945 v Třešti, kdy po vzoru pražského povstání také v tomto městě došlo k ozbrojenému vystoupení místních proti německým vojákům a třešťským Němcům.
- Jihlavsko ve stínu říšské orlice - 144 stran, 141 fotografií. Vyšlo vlastním nákladem v roce 2012.

Kniha volně navazuje na dřívější publikace Jihlava pod hákovým křížem a Atentát na Hitlera v Jihlavě? Pokračuje dalšími novými informacemi a příběhy zejména z období před vznikem Protektorátu Čechy a Morava. Ze střípků historie tak vznikl soubor zajímavých článků, inspirovaný pohnutými událostmi lidí na Jihlavsku. Základem je příběh o Janu Křemenovi (údajnému strůjci atentátu na Hitlera). Jeho nejranější práce – kniha Osudy jednoho z vás, ležela v jednou antikvariátu skoro v zapomnění. Sám Jan Appelfeld (později se přejmenoval na Jana Křemena) vypravuje o svém dětství a pozdějším životě mnohem podrobněji. Další pramen – Vojenská ročenka jednoho majora wehrmachtu, jejíž část je v knize obsažena, popisuje očima německého vojáka vstup na naše území. Nejsilnějším příběhem v knize je skutek jednoho profesora matematiky z Jihlavska, který přišel na významný objev, jenž zkrátil průběh námořní války. O svém vynálezu si psal s Albertem Einsteinem. První kapitola se zabývá dětstvím nacistického pohlavára Arthura Seyss-Inquarta, který se narodil v nedalekém Stonařově. Knihu provází i několik příběhů, které předcházely vzniku protektorátu a dokreslují tak obraz doby a snahu místních Němců o změnu chodu dějin. V knize jsou ale i nové, doposud neznámé informace. Například, že zde mělo vzniknout školské zařízení nacistické ideologie - NAPOLA. Dále pak jaký měl Heinrich Himmler zřejmě důvod, aby 13. června 1939 navštívil Jihlavu nebo doposud současníkům neznámá podoba osobností nacistické Jihlavy – Hanse Matejky, Ernsta Mittwega nebo Richarda Dannewitze. Závěrem knihy je shrnutí kauzy Budínka, ta více než tři roky zaměstnávala nejen místní média.
Protektorátní Jihlava - 155 stran, 214 fotografií. Vyšlo vlastním nákladem v roce 2016. Tato kniha volně navazuje na dříve vydané publikace autora. Nabízejí dva pohledy na dění v protektorátní Jihlavě. Dvě rozdílné osobnosti popsali svoje zážitky po svém. Jeden své vzpomínky zvěčnil do kroniky typicky "německé" obce takzvaného jazykového ostrova. Druhý, říšský úředník, kterého zřejmě tížilo špatné svědomí, poslal své vzpomínky na Jihlavu dokonce do německého archivu opakovaně. Na více místech svých pamětí zdůrazňoval své zásluhy o zachování autonomie českého národa a snahu o spravedlivé posouzení česko-německého soužití. Knihu doplnilo značné množství dobových, nikde nepublikovaných fotografií.

## Ocenění
- Cena Rady města Jihlavy 2009[6]
- Kniha Jihlava pod hákovým křížem se stala kulturní událostí roku 2009 v Jihlavě podle hlasování čtenářů týdeníku Sedmička[7]
- Kniha Atentát na Hitlera v Jihlavě? se stala kulturní událostí roku 2010 v Jihlavě podle hlasování čtenářů týdeníku Sedmička.